# 抹兒幹别
抹兒干別，中国古籍上的一个地名，故地在今索马里共和国杜薩馬雷卜（Dusa-Mareb）市東南梅雷格（Meleigab）。明代郑和船队曾抵达过这里。